# Emil von Durant
Emil Heinrich Erdmann Freiherr von Durant (* 16. Dezember 1839 in Baranowitz, Kreis Rybnik; † 29. März 1894 in Langendorf) war ein deutscher Rittergutsbesitzer und Politiker.

## Leben
Emil von Durant wurde geboren als Sohn des Rittergutsbesitzers und Landrats Freiherrn Emil von Durant und der Charlotte geborene von Kalinowsky. Sein älterer Bruder Hans von Durant (1837–1907) wurde Mitglied der Preußischen Herrenhauses, dort als Vertreter des Fürstentum Ratibor. Nach dem Besuch des Gymnasiums in Ratibor studierte er an der Landwirtschaftlichen Hochschule Poppelsdorf Landwirtschaft. 1861 wurde er Mitglied des Corps Borussia Bonn. Er wurde Besitzer des Rittergutes Langendorf. Er war Landesältester, Kreisdeputierter und Kreisausschussmitglied des Landkreises Tost-Gleiwitz.
Von Durant war Rittmeister der Landwehr und Teilnehmer am Deutschen Krieg und Deutsch-Französischen Krieg. Er war verheiratet mit Martha von Raczeck (* 16. Juli 1857 in Gieraltowitz; † 13. Juli 1927 in Breslau), Tochter der Maria Dorothea von Madeyski und des Gutsbesitzers und Landrats Karl von Raczeck. Martha und Emil von Durant hatten drei Kinder. Die Tochter Eva heiratete den Grafen Leo von Ballestrem, er als Rittmeister d. R. 1915 im Krieg blieb. Erbe vom 610 ha Gut Wolfshayn mit Vorwerk Martinswaldau samt Brennerei wurde im Minorat der zweite Sohn Harry Freiherr von Durant, der seine Cousine Frieda Freiin von Durant ehelichte. Der älteste Sohn führte zeitweise in Anlehnung an die Herkunft den vollständigen französischen Adelstitel Hans-Hubert Freiherr von Durant de Sénégas und lebte mit seiner Frau Dutta Kochanski lebte zuletzt in der Schweiz.